# Tintagil Catena
La Tintagil Catena è una formazione geologica della superficie di Mimas.
È intitolata a Tintagel, villaggio della Cornovaglia dove viveva Igraine, madre di re Artù.
Fino al 13 luglio 2010 la formazione era nota come Tintagil Chasma.